# Skoki do wody na Mistrzostwach Świata w Pływaniu 2013
Skoki do wody na Mistrzostwach Świata w Pływaniu 2013 były rozgrywane między 20 a 28 lipca 2013 na obiekcie Piscina Municipal de Montjuïc w Barcelonie.

## Medaliści

### Mężczyźni
| Konkurencja                               | 1. miejsce                               | 1. miejsce | 2. miejsce                                  | 2. miejsce | 3. miejsce                             | 3. miejsce |
| Konkurencja                               | Zawodnik                                 | Wynik      | Zawodnik                                    | Wynik      | Zawodnik                               | Wynik      |
| Trampolina 1 m (szczegóły)                | Li Shixin                                | 460,95     | Ilja Kwasza                                 | 434,30     | Kevin Chavez                           | 431,55     |
| Trampolina 3 m (szczegóły)                | He Chong                                 | 544,95     | Jewgienij Kuzniecow                         | 508,00     | Yahel Castillo                         | 498,30     |
| Wieża 10 m (szczegóły)                    | Qiu Bo                                   | 581,00     | David Boudia                                | 517,40     | Sascha Klein                           | 508,55     |
| Trampolina 3 m synchronicznie (szczegóły) | Chiny · Qin Kai · He Chong               | 448,86     | Rosja · Ilja Zacharow · Jewgienij Kuzniecow | 428,01     | Meksyk · Rommel Pacheco · Jahir Ocampo | 422,79     |
| Wieża 10 m synchronicznie (szczegóły)     | Niemcy · Sascha Klein · Patrick Hausding | 461,46     | Rosja · Wiktor Minibajew · Artiom Czesakow  | 445,95     | Chiny · Cao Yuan · Zhang Yanquan       | 445,56     |

### Kobiety
| Konkurencja                               | 1. miejsce                       | 1. miejsce | 2. miejsce                                  | 2. miejsce | 3. miejsce                                 | 3. miejsce |
| Konkurencja                               | Zawodniczka                      | Wynik      | Zawodniczka                                 | Wynik      | Zawodniczka                                | Wynik      |
| Trampolina 1 m (szczegóły)                | He Zi                            | 307,10     | Tania Cagnotto                              | 307,00     | Wang Han                                   | 297,75     |
| Trampolina 3 m (szczegóły)                | He Zi                            | 383,40     | Wang Han                                    | 356,25     | Pamela Ware                                | 350,25     |
| Wieża 10 m (szczegóły)                    | Si Yajie                         | 392,15     | Chen Ruolin                                 | 388,70     | Julija Prokopczuk                          | 354,40     |
| Trampolina 3 m synchronicznie (szczegóły) | Chiny · Wu Minxia · Shi Tingmao  | 338,40     | Włochy · Tania Cagnotto · Francesca Dallapé | 307,80     | Kanada · Jennifer Abel · Pamela Ware       | 300,78     |
| Wieża 10 m synchronicznie (szczegóły)     | Chiny · Liu Huixia · Chen Ruolin | 356,28     | Kanada · Meaghan Benfeito · Roseline Filion | 331,41     | Malezja · Pandelela Rinong · Leong Mun Yee | 331,14     |

## Klasyfikacja medalowa
| Miejsce | Państwo           | Złoto | Srebro | Brąz | Razem |
| ------- | ----------------- | ----- | ------ | ---- | ----- |
| 1.      | Chiny             | 9     | 2      | 2    | 13    |
| 2.      | Niemcy            | 1     | 0      | 1    | 2     |
| 3.      | Rosja             | 0     | 3      | 0    | 3     |
| 4.      | Włochy            | 0     | 2      | 0    | 2     |
| 5.      | Kanada            | 0     | 1      | 2    | 3     |
| 6.      | Ukraina           | 0     | 1      | 1    | 2     |
| 7.      | Stany Zjednoczone | 0     | 1      | 0    | 1     |
| 8.      | Meksyk            | 0     | 0      | 3    | 3     |
| 9.      | Malezja           | 0     | 0      | 1    | 1     |